# Стефан Павлов
Академик Стефан Георгиев Павлов е български юрист-пеналист, професор, декан на Юридическия факултет на Софийския университет през учебните 1970/73 г., заслужил деятел на науката и културата, академик на Българската академия на науките (БАН). 

## Биография
Роден е на 8 ноември 1914 г. в  Осман пазар (днешен Омуртаг). Завършва специалност „право“ в Юридическия факултет на Софийския университет „Св. Климент Охридски“ през 1937 г. Избран е последователно за асистент по наказателно право и наказателно съдопроизводство от 1941 г., след което за доцент (1948 г.) и  професор (1952 г.) по наказателен процес в катедрата по наказателно право и наказателно съдопроизводство на Юридическия факултет при СУ, където чете лекции по Наказателен процес на Република България и Наказателно изпълнение в периодите 1948 – 1980 и 1981 – 1987 г. В периодите 1951 – 1979 и 1981 – 1987 г. е ръководител на катедрата по „Наказателноправни науки“ в ЮФ на СУ „Св. Климент Охридски“. Избран е за член-кореспондент на Българската академия на науките през 1961 г. и за академик през 1974 г. Между 1961 и 1972 г. е завеждащ Секцията по наказателноправни науки в Института по науките за държавата и правото при БАН, а между 1972 г. и 1984 г. е ръководител на Сектора по наказателно право към Единния център по науките за държавата и правото. 
Павлов е член на Съюза на учените в България и на Съюза на юристите в България. В периода 1964 – 1974 г. е председател на Комисията по изработване на нов Наказателно-процесуален кодекс. Той е един от основателите на подновеното списание „Правна мисъл“ (1957 г.) и негов дългогодишен главен редактор. Академик Павлов е носител на званията заслужил деятел на науката (1971 г.) и народен деятел на науката (1984 г.) 
Автор е на над 20 книги, учебници и учебни помагала и на близо 100 студии и статии. Изключително ценни до днес остават и неговите учебници по Наказателен процес на Република България.
Умира на 11 май 1993 г. на 78 годишна възраст.